# Allen Chastanet
Allen Michael Chastanet (Martinica, 20 novembre 1960) è un politico santaluciano, primo ministro di Saint Lucia dal 7 giugno 2016 al 28 luglio 2021.